# Samica (dopływ Bystrzycy)
Samica – struga, lewobrzeżny dopływ Bystrzycy o długości 13,52 km. 
Według map serwisu Hydroportal ciek ten ma początek na północnym krańcu lasu Sochacz, w zachodniej części Łukowa. Płynie przez Świdry, Kolonię Domaszewską i  Domaszewnicę, po czym w jej okolicach wpada do Bystrzycy.